# Atıfbey, Gaziemir
Atıfbey là một xã thuộc huyện Gaziemir, tỉnh İzmir, Thổ Nhĩ Kỳ.